# إيماءة جهاز التأشير

إشارة الماوس للرجوع في متصفح Opera - يضغط المستخدم باستمرار على زر الماوس الأيمن، ثم يحرك الماوس إلى اليسار، ثم يترك زر الماوس الأيمن.

م في الحوسبة، تُعد إيماءة جهاز التأشير أو إيماءة الماوس (أو ببساطة الإيماءة) طريقة لدمج حركات جهاز التأشير أو الأصابع والنقرات التي يتعرف عليها البرنامج كحدث كمبيوتر محدد ويستجيب وفقًا لذلك. يمكن أن تكون هذه الإيماءات مفيدة بشكل خاص للأشخاص الذين يواجهون صعوبات في الكتابة على لوحة المفاتيح . على سبيل المثال، في متصفح الويب، يستطيع المستخدم الانتقال إلى الصفحة التي تمت مشاهدتها مسبقًا بالضغط على زر جهاز الإشارة الأيمن.

## تاريخ
يُعدّ "السحب" أول إيماءة لجهاز التأشير تُقدَّم من قبل شركة Apple. جاءت هذه الإيماءة لتحل محل زر "التحريك" المخصص الذي كان موجودًا على الفئران المرفقة مع أجهزة الكمبيوتر Macintosh وLisa. تتضمن عملية السحب الضغط باستمرار على زر جهاز الإشارة أثناء تحريك الجهاز؛ يفسر البرنامج هذا الإجراء على أنه سلوك منفصل عن النقرات والتحريك المنفصل. وعلى عكس معظم إيماءات أجهزة التأشير الأخرى، فإن "السحب" لا يتطلب تتبع شكل معين. بالرغم من أن سلوك "السحب" قد اعتُمد على نطاق واسع في العديد من حزم البرامج، إلا أن قلة قليلة من الإيماءات الأخرى قد حققت نجاحًا مماثلًا.

## الاستخدام الحالي
اعتبارًا من عام ٢٠٠٥، لا تدعم معظم البرامج الإيماءات الأخرى سوى عملية السحب. كل برنامج يتعرف على إيماءات جهاز التأشير يفعل ذلك بطريقته الخاصة، مما يسمح أحيانًا بالتعرف على مسافات حركة الماوس القصيرة جدًا كإيماءات، ويتطلب أحيانًا محاكاة دقيقة للغاية لنمط حركة معين (مثل الدائرة). تتيح بعض التطبيقات للمستخدمين تخصيص هذه العوامل.
استفادت بعض ألعاب الفيديو من الإيماءات كجزء أساسي من أسلوب اللعب. ففي سلسلة تكتيكات الوقت الحقيقي Myth من تطوير Bungie، يستخدم اللاعبون الإيماءات لإصدار الأوامر لوحدات ساحة المعركة لتوجيهها. أيضًا، تعتمد ألعاب مثل LionheadBlack & White وArx Fatalis على إيماءات الماوس لأداء مهام مثل إلقاء التعويذات برسم الأحرف الرونية.
كما أن العديد من ألعاب نيتندو وي تستغل هذا النظام بشكل واسع، وتبرز لعبة Ōkami التي تتيح للاعب الدخول في وضع الرسم حيث تؤدي الأشكال المرسومة (كالدائرة أو الصاعقة) وظائف داخل اللعبة مثل إنشاء قنبلة أو تغيير الوقت. من الأمثلة الأخرى لألعاب الكمبيوتر التي تعتمد على إيماءات الماوس: Die by the Sword وSilver، حيث تُستخدم الإيماءات لحركات الهجوم في القتال الفوري، وكذلك لعبة MX vs. ATV: Reflex التي تنفذ نظام "رد الفعل" الخاص بالراكب عبر إيماءات الماوس . من المتوقع أن تدعم وحدات تحكم Joy-Con 2 القادمة لجهاز نيتندو سويتش 2، والتي ستعمل أيضًا كفأرة، إيماءات الماوس، كما يظهر في لعبة الرياضة الإلكترونية القادمة Drag x Drive [2].
متصفح الويب Opera يدعم الإيماءات منذ الإصدار 5.10 (أبريل 2001)، لكن هذه الميزة كانت معطلة بشكل افتراضي. ومع ذلك، قُدمت هذه الميزة بقوة في متصفح Vivaldi، الذي صُمم ليكون بديلاً لمستخدمي Opera السابقين الباحثين عن تجربة تصفح أكثر قوة. يدعم Opera أيضًا تحريك الماوس (rocker gestures)، وهي وظيفة مشابهة لكنها لا تتطلب تحريك الماوس.
أول متصفح استخدم إيماءات الماوس المتقدمة (في عام 2002) كان Maxthon. تسمح واجهته القابلة للتخصيص بدرجة كبيرة بتعيين كل إجراء تقريبًا لواحدة من 52 إيماءة ماوس وعدد قليل من أوتار الماوس (mouse chording). تتوفر أيضًا العديد من ملحقات إيماءات الماوس لمتصفح Mozilla Firefox، وتستخدم هذه الإضافات إيماءات مطابقة تقريبًا لتلك الموجودة في Opera.
يتم توفير بعض الأدوات دعمًا لإيماءات الماوس في أي تطبيق يعمل بنظام التشغيل مايكروسفت ويندوز . كما تتضمن بيئة سطح المكتب K 3 دعمًا عالميًا لإيماءات الماوس منذ الإصدار 3.2.
يوفر نظام التشغيل Windows Aeroثلاث إيماءات للماوس، وهي: Aero Peek، وAero Shake، وAero Snap. للاطلاع على وصف مفصل لهذه الإيماءات، يُرجى الرجوع إلى المقال المقابل.

## إيماءات لوحة اللمس والشاشة التي تعمل باللمس
تستخدم شاشات اللمس في الأجهزة اللوحية، مثل iPad، تقنية اللمس المتعدد ، حيث تُعد الإيماءات شكلًا أساسيًا لواجهة المستخدم. كما أن العديد من لوحات اللمس في أجهزة الكمبيوتر المحمولة، والتي تحل محل الماوس التقليدي، تتمتع بدعم مماثل للإيماءات. على سبيل المثال، إحدى الإيماءات الشائعة هي استخدام إصبعين في حركة لأسفل أو لأعلى للتمرير عبر الصفحة النشطة حاليًا.لقد أدت الشعبية المتزايدة لواجهات شاشات اللمس إلى أن تصبح الإيماءات ميزة أكثر شيوعًا في الحوسبة. قدم نظام التشغيل Windows 7 دعمًا لشاشة اللمس وإيماءات لوحة اللمس. وقد صُمم خليفته، Windows 8، ليعمل على أجهزة سطح المكتب التقليدية والأجهزة المحمولة.[بحاجة لمصدر]
ترتبط الإيماءات بنقاط الاتصال في لوحة اللمس، حيث تُخصص منطقة معينة من اللوحة لوظيفة إضافية. على سبيل المثال، إحدى ميزات نقطة الاتصال الشائعة هي الجانب الأيمن الأقصى من لوحة اللمس، والذي يقوم بـالتمرير عبر الصفحة النشطة إذا تم سحب إصبعك لأسفل أو لأعلى.
تُعتبر إيماءات شاشة اللمس المتعددة (Multi-touch Gestures) حركات محددة مسبقًا تُستخدم للتفاعل مع الأجهزة التي تدعم اللمس المتعدد. يحتوي عدد متزايد من المنتجات، مثل الهواتف الذكية، والأجهزة اللوحية، وأجهزة الكمبيوتر المحمولة، أو أجهزة الكمبيوتر المكتبية، على وظائف يتم تشغيلها من خلال إيماءات اللمس المتعددة.كما هو موضح فيما ياتي :
| نقره              |
| انقر نقرا مزدوجا  |
| الضغط لفترة طويلة |
| تمرير، انتقاد     |
| تمرير             |
| نفض بلاتجاهين     |
| النقر بإصبعين     |
| التمرير بإصبعين   |
| تصغير'            |
| تكبير             |
| تناوب             |

تم تطوير إيماءات أخرى تتضمن أكثر من إصبعين على الشاشة، مثل Sticky Tools [1]. غالبًا ما تُطور هذه التقنيات لتطبيقات ثلاثية الأبعاد ولا تُعتبر قياسية.

## العيوب
أحد العيوب الرئيسية لحلول التفاعل بالإيماءات الحالية هو افتقارها لدعم مبدأين أساسيين في تصميم واجهة المستخدم: التغذية الراجعة (Feedback) والرؤية (Visibility)، أو ما يُعرف أيضًا بـ القدرة على تحمل التكاليف (Affordance).
تُعد التغذية الراجعة ضرورية للإشارة إلى ما إذا كانت الإيماءة قد أُدخلت بشكل صحيح، من خلال توضيح الإيماءة التي تم التعرف عليها والأمر المقابل الذي تم تنشيطه. على الرغم من أن "سينسيفا" (Sensiva) يقترب من تحقيق ذلك إلى حد ما بتقديمه إشعارًا صوتيًا، إلا أن معظم الحلول تفتقر لهذا الجانب.المبدأ الآخر هو وضوح الإيماءات، والذي يوفر للمستخدم بعض الوسائل لتعلم الإيماءات الضرورية والسياقات التي يمكن استخدامها فيها. على سبيل المثال، تُظهر إيماءات الماوس في كل من متصفح "إنترنت إكسبلورر" ( Internet Explorer) و"إيه إل تولبار" (ALToolbar) مؤشرات ملونة تُشير إلى الحركة الحالية التي يقوم بها المستخدم، لتسهيل الحصول على إشارات بصرية.اقتُرحت <b>قوائم الفطيرة</b> (Pie Menus) وقوائم العلامات (Marking Menus) كحلول لكلتا المشكلتين، حيث تدعم هذه القوائم تعلم الخيارات المتاحة، ولكن يمكن استخدامها أيضًا مع الإيماءات السريعة. تستخدم أحدث إصدارات متصفح "أوبرا" (11 وما فوق) قائمة دائرية على الشاشة لعرض إيماءات الماوس المتاحة وكيفية تنشيطها بطريقة بسيطة وإرشادية، مما يوفر بذلك كلاً من التغذية الراجعة والرؤية للمستخدم.
أحد القيود المتعلقة بالتفاعل بالإيماءات هو نطاق السياق الذي يمكن استخدام الإيماءات فيه. مثال على ذالك ، تحتوي كل إيماءة على أمر واحد فقط مطابق لكل نافذة تطبيق .
قد يكون الضغط باستمرار على الأزرار أثناء تحريك الماوس أمرًا محرجًا ويتطلب بعض التدريب، لأن هذه الحركة للأسفل تزيد من الاحتكاك أثناء الحركة الأفقية. سيكون الماوس البصري أقل عرضة للتغيرات في السلوك مقارنةً بـفأرة الكرة ذات الاحتكاك المتزايد، لأن المستشعر فيه لا يعتمد على الاتصال الميكانيكي لاستشعار الحركة. أما لوحة اللمس فلا توفر أي احتكاك إضافي عند الضغط على جميع أزرارها باستخدام الإبهام. ومع ذلك، فقد قيل أيضًا أن التوتر العضلي الناتج عن الضغط المستمر على الأزرار يمكن استغلاله في تصميم واجهة المستخدم، لأنه يوفر تغذية راجعة ثابتة بأن المستخدم في حالة مؤقتة أو وضع مؤقت (Buxton, 1995).

## روابط خارجية
- قائمة المراجع المشروحة حول الإيماءات وشاشات اللمس والحوسبة بالقلم، نسخة محفوظة 2013-12-15 على موقع واي باك مشين.
- Notes on the History of Pen-based Computing على يوتيوب
- ملاحظات حول تاريخ الحوسبة القائمة على القلم (غير المعروف نسبيًا) نسخة محفوظة 2016-08-23 على موقع واي باك مشين.